# Copidosoma koehleri
Copidosoma koehleri är en stekelart som beskrevs av Blanchard 1940. Copidosoma koehleri ingår i släktet Copidosoma och familjen sköldlussteklar. Inga underarter finns listade i Catalogue of Life.